# Andrej Vistica
Andrej Vistica né le 31 mai 1983 à Ljubuski en Bosnie-Herzégovine est un triathlète croate, champion d'Europe de triathlon longue distance en 2013 et vainqueur de l'édition 2015 de l'Embrunman.

## Palmarès
Le tableau présente les résultats les plus significatifs (podium) obtenus sur le circuit national et international de triathlon depuis 2013.
| Année | Compétition                            | Pays        | Position           | Temps           |
| ----- | -------------------------------------- | ----------- | ------------------ | --------------- |
| 2017  | Embrunman                              | France      | Médaille d'argent  | 9 h 47 min 49 s |
| 2017  | Ironman Italie                         | Italie      | Médaille de bronze | 8 h 17 min 47 s |
| 2016  | Embrunman                              | France      | Médaille d'argent  | 9 h 50 min 54 s |
| 2015  | Ironman Pays de Galles                 | Royaume-Uni | Médaille d'argent  | 9 h 3 min 9 s   |
| 2015  | Embrunman                              | France      | Médaille d'or      | 9 h 44 min 55 s |
| 2014  | Championnat de Croatie longue distance | Croatie     | Médaille d'or      | 3 h 59 min 12 s |
| 2013  | Challenge Vichy                        | France      | Médaille d'or      | 8 h 21 min 16 s |
| 2013  | Championnat d'Europe longue distance   | France      | Médaille d'or      | 8 h 21 min 16 s |
| 2013  | Championnat de Croatie longue distance | Croatie     | Médaille d'or      | 3 h 39 min 9 s  |